# Primera C Metropolitana
Primera C Metropolitana jest ligą stołeczną, która łącznie z prowincjonalną ligą Torneo Argentino B tworzy czwartą ligę argentyńską.
W lidze gra 20 klubów z zespołu miejskiego Buenos Aires i okolic. Najlepsze drużyny awansują do Primera B Metropolitana, a najgorsze spadają do ligi Primera D Metropolitana.

## Awans i spadek
Klub, który w trakcie sezonu zdobędzie największą liczbę punktów uzyskuje awans do Primera B Metropolitana, zastępując ostatni zespół w tabeli spadkowej. Następne 7 drużyn rozgrywa serię meczów barażowych wyłaniałąjących klub, który stoczy barażowe pojedynki z przedostatnim zespołem tabeli spadkowej ligi Primera B Metropolitana.
Klub który zajmie ostatnie miejsce w tabeli spadkowej spada do piątej ligi – Primera D Metropolitana. Przedostatni zespół z tej tabeli rozgrywa barażowe mecze o utrzymanie się w lidze z odpowiednio wyłonioną drużyną z piątej ligi.